# Лелејска гора (филм)
Лелејска гора је југословенски филм из 1968. године. Режирао га је Здравко Велимировић, а сценарио је написао Бранимир Шћепановић, по истоименом роману Михаила Лалића.

## Радња
Ладо Тајовић по задатку Партије одлази у свој родни крај, у црногорске планине, да као илегалац изврши пропаганду ослободилачког покрета. Окружен непријатељима, вечито будан и на опрезу да избегне заседе и хајке, Ладо се бори против људи који су кукавице, спремни на издају, бори се против сопствених искушења, против халуцинација које га у његовој самоћи непрестано посећују. И мада се истрајно придржава партијских директива, не убиј и не свети се - Ладо у једном тренутку слабости подлеже исконском људском чину - освети.

## Улоге
| Глумац                | Улога         |
| --------------------- | ------------- |
| Слободан Димитријевић | Ладо Тајовић  |
| Миливоје Живановић    | Вучко         |
| Анка Зупанц           | Неда          |
| Истреф Беголи         | Тробрк        |
| Јунус Међедовић       | Барјактар     |
| Јоже Зупан            | Пашко         |
| Милорад Спасојевић    | Иван Видрић   |
| Вељко Мандић          | Јакша         |
| Столе Аранђеловић     | Косто Америка |
| Боро Беговић          | Вукола        |
| Војислав Мићовић      | Чобанин       |
| Злата Раичевић        | луда жена     |
| Весна Крајина         | Видра         |
| Станко Дапчевић       |               |
| Добрица Стефановић    |               |
| Светислав Павловић    |               |
| Бранко Живковић       |               |
| Златко Стојановић     |               |